# Willard Warren Scott, Jr.

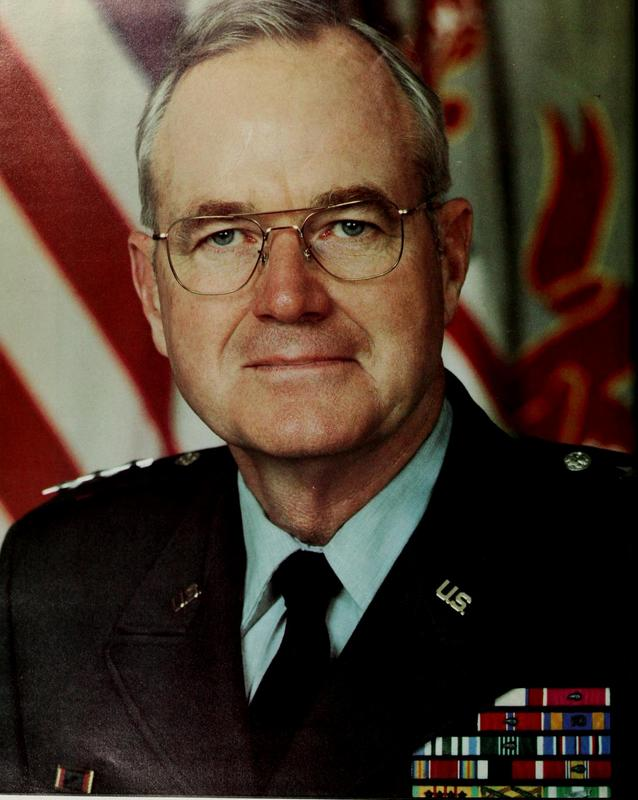
Willard Warren Scott

Willard Warren Scott Jr. (* 18. Februar 1926 in Fort Monroe, Virginia; † 1. Januar 2009 in Alexandria, Virginia) war ein Generalleutnant der United States Army. Er war unter anderem Kommandeur des in Deutschland stationierten V. Corps und als Superintendent Leiter der Militärakademie West Point.
Willard Scott war der Sohn eines Artillerieoffiziers der US Army und wuchs in San Francisco auf. Im Jahr 1948 absolvierte er die Militärakademie in West Point. In der Armee durchlief er anschließend alle Offiziersränge vom Leutnant bis zum Drei-Sterne-General. Dabei war er unter anderem als Artillerieoffizier im Vietnamkrieg eingesetzt. Im Jahr 1970 wurde er nach seiner Beförderung zum Brigadegeneral Kommandeur der in Vietnam eingesetzten Spezialeinheit MAC V Special Troops. Dieses Kommando bekleidete er bis 1972. Vier Jahre später wurde er, nun als Generalmajor, Kommandeur der auf Hawaii stationierten  25. Infanterie-Division.  Diesen Posten hatte er zwischen 1976 und 1978 inne. Zwischen dem 27. Februar 1980 und dem 15. Juli 1981 war Willard Scott, nun bereits als Generalleutnant, Kommandeur des V. Corps. Anschließend wurde er zum Leiter der Militärakademie in West Point, seiner früheren Ausbildungsstätte, ernannt. Dieses Amt war sein letztes Kommando als aktiver Offizier. Im Jahr 1986 schied er aus dem Militärdienst aus.
Nach dem Ende seiner Militärzeit war Willard Scott zwischen 1988 und 1997 Geschäftsführer der Association of Military Colleges. Privat war der seit 1948 mit Justine Dorney verheiratete Scott ein gläubiger Katholik und Anhänger des Militärfootballs. Seiner Ehe entstammten insgesamt sieben Kinder. Er starb am 1. Januar 2009 in seinem Haus in Alexandria in Virginia in Folge einer Parkinson-Erkrankung.
General Willard Scott ist nicht zu verwechseln mit Winfield W. Scott Jr. Beide Männer absolvierten fast zur gleichen Zeit die Militärakademie in West Point. Beide brachten es später bis zum Drei Sterne General und beide wurden Leiter von Militärakademien. Allerdings machte Winfield Scott seine Karriere nicht bei der US-Army, sondern bei der United States Air Force und war zwischenzeitlich Leiter der United States Air Force Academy in Colorado Springs.

## Orden und Auszeichnungen
Generalleutnant Willard Scott erhielt im Lauf seiner militärischen Laufbahn unter anderem folgende Auszeichnungen:
- Army Distinguished Service Medal
- Legion of Merit
- Bronze Star Medal
- Air Medal
- Joint Service Commendation Medal
- Army Commendation Medal